# Pedro Pinho
Pour les articles homonymes, voir Pinho.
Pedro Pinho est un réalisateur portugais né en 1977.

## Biographie
Pedro Pinho a étudié à l’école de théâtre et de cinéma de Lisbonne, à l’école Louis Lumière, à la London Film School et à la Fondation Calouste Gulbenkian. En 2008, il a participé à la fondation de la société de production Terratreme. 

## Filmographie
- 2008 : Bab Sebta (coréalisateur : Frederico Lobo)
- 2013 : Um fim do mundo
- 2014 : As Cidades e as Trocas (coréalisatrice : Luisa Homem)
- 2017 : L'Usine de rien
- 2025 : Le Rire et le Couteau (O riso e a faca)